# Ariana Greenblatt
Ariana Greenblatt (New York, 27 augustus 2007) is een Amerikaanse (jeugd)actrice.
Greenblatt maakte haar acteerdebuut in 2015 met de eenmalige gastrol in de sitcom Liv and Maddie als Raina. Ze speelde tussen 2016 en 2018 drie seizoenen de hoofdrol in de comedyserie Stuck in the Middle als Daphne Díaz. In 2017 maakte ze haar filmdebuut als Lori in de film A Bad Moms Christmas en in 2018 verscheen ze in de Marvel-film Avengers: Infinity War als de jonge Gamora. Eveneens in 2018 was ze deelneemster, en finalist, van de Amerikaanse versie van Dancing with the Stars voor jongeren (Dancing with the Stars: Juniors).